# Davis Kamoga
Davis Kamoga, född den 17 juli 1968, är en ugandisk före detta friidrottare som tävlade i kortdistanslöpning.
Kamoga deltog vid VM 1995 i Göteborg på 400 meter men blev där utslagen redan i försöken. Vid Olympiska sommarspelen 1996 blev han bronsmedaljör. Ännu bättre gick det vid VM 1997 i Aten där han slutade tvåa bakom Michael Johnson på tiden 44,37. 
Han deltog även vid Olympiska sommarspelen 2000 där han blev utslagen i försöken.

## Personliga rekord
- 400 meter - 44,37